# أندرو روث
أندرو روث (بالإنجليزية: Andrew Roth)‏ هو صحفي أمريكي، ولد في 23 أبريل 1919، وتوفي في 12 أغسطس 2010 بسبب سرطان البروستاتا.